# 青空の約束
『青空の約束』（あおぞらのやくそく）は、ナイトdeライトの通算6枚目のシングル。1000枚限定で2019年2月1日発売。

## 概要
2019年2月1日に1000枚限定で発売。5th Single。前作『モノグラム』から約4年6ヶ月振りの発売となり、シングル・アルバム共に、発売間隔としては過去最長。
2022年現在、ナイトdeライトとしては唯一iTunesやSpotifyなどの音楽配信サービスで配信されていない作品となっている。
2019年1月17日、ニューシングル「青空の約束」リリースを発表し、特設サイトを公開。このCDの売上金の一部は、ハンガーゼロ「日本国際飢餓対策機構」ウガンダツアーの費用として用いられた。

## 収録曲

### リスト
| #         | タイトル       | 作詞     | 作曲・編曲 | 時間 |
| --------- | -------------- | -------- | ---------- | ---- |
| 1.        | 「青空の約束」 | 長沢紘宣 | 長沢紘宣   | 4:40 |
| 2.        | 「大家族」     | 田中満矢 | 田中満矢   | 4:33 |
| 合計時間: | 合計時間:      | 9:13     |            |      |

### 収録曲について
1. 青空の約束
作詞/作曲:長沢紘宣
ハンガーゼロ「日本国際飢餓対策機構」チャリティソング。
親善大使として行ったカンボジアツアーにてインスピレーションを受けて製作された曲。
2017年9月28日に、ハンガーゼロの公式YouTubeチャンネルにてプロモーションビデオが既に公開されていた[3]。CD音源は新たに録音し直したものである。
2. 大家族
作詞/作曲:田中満矢
バックコーラスには、メンバー全員の家族(妻・子どもたち)が参加している。

## アディショナルミュージシャン
| ミュージシャン | 担当                               | 参加トラック |
| -------------- | ---------------------------------- | ------------ |
| 遠藤稔         | ストリングス、エフェクトプログラム | M-1,2        |